# Porachunki (film 1998)
Porachunki (ang. Lock, Stock and Two Smoking Barrels) – komedia kryminalna produkcji brytyjskiej z 1998 roku, w reżyserii Guya Ritchiego.

## Opis fabuły
Film opowiada o grupie młodych mężczyzn, którzy gotowi są za wszelką cenę spłacić karciany dług w wysokości 500 000 funtów.

## Obsada
- Jason Flemyng – Tom
- Dexter Fletcher – Soap
- Nick Moran – Eddie
- Jason Statham – Bacon
- Steven Mackintosh – Winston
- Nicholas Rowe – J
- Nick Marcq – Charles
- Charles Forbes – Willie
- Vinnie Jones – Big Chris
- Sting – JD (ojciec Eddiego)
- Lenny McLean – Barry the Baptist
- Peter McNicholl – Little Chris
- P.H. Moriarty – „Hatchet” Harry Lonsdale
- Stephen Marcus – Nick the Greek
- Vas Blackwood – Rory
- Frank Harper – Dog

## Ścieżka dźwiękowa
- „Hundred Mile High City” – Ocean Colour Scene
- „It's a Deal, It's a Steal” – Tom, Nick & Ed[a]
- „The Boss” – James Brown
- „Truly, Madly, Deeply” – Skanga[a]
- „Hortif***inculturalist” – Winston
- „Police and Thieves” – Junior Murvin
- „18 With a Bullet” – Lewis Taylor & Carleen Anderson[a]
- „Spooky” – Dusty Springfield
- „The Game” – John Murphy & David Hughes[a]
- „Muppets” – Harry, Barry & Gary
- „Man Machine” – Robbie Williams[a]
- „Walk this Land” – E-Z Rollers
- „Blaspheming Barry” – Barry
- „I Wanna Be Your Dog” – The Stooges
- „It's Kosher” – Tom & Nick
- „Liar Liar” – The Castaways[a]
- „I've been shot” – Plank & Dog
- „Why Did You Do It” – Stretch
- „Guns 4 show, Knives 4 a Pro” – Ed & Soap
- „Oh Girl” – Evil Superstars
- „If the Milk Turns Sour” – John Murphy & David Hughes (z Rory)[a]
- „Zorba the Greek” – John Murphy & David Hughes
- „I’ll Kill Ya” – John Murphy & David Hughes (with Rory)[a]
- „The Payback” – James Brown
- „Fool’s Gold” – The Stone Roses[a]
- „It's Been Emotional” – Big Chris
- „18 With a Bullet” – Pete Wingfield